# Ева Луна
«Ева Луна» (англ. Eva Luna) — мелодраматический сериал мексиканских кинематографистов создан в 2010 - 2011 году и рассказывает увлекательную историю о необычайно красивой девушке Еве Гонсалес, которая переехала со своей сестрой и отцом в США за американской мечтой.

## Сюжет
Ева Гонсалес, девушка необыкновенной красоты, молодая и работящая. Как многие эмигранты, которые прибывают в США, Ева приезжает с отцом и её младшей сестрой в Калифорнию в поисках лучшей жизни. Однако Ева не знает что, чтобы найти своё счастье, она будет должна перенести ужасную потерю. Ева находит истинную любовь, когда она узнает Даниэль Вильянуева, успешного человека, который, кроме того, является богатым вдовцом и отцом маленькой дочери. Сначала, связь Даниэля и Евы — губительное противостояние любви и ненависти, но, в конце концов, ни один из них не может отрицать чувств, которые они испытывают. Лучшей друг Даниэля, Леонардо, «Казанова», который намерен сделать Еву, во что бы то ни стало своей, создает интенсивное соперничество между двумя друзьями.
Кроме того, Виктория, невеста Даниэля и сестра Леонардо, и Марсела, его начальница и будущая теща, также сделают все то, что будет в их руках, чтобы разлучить Даниэля и Еву. Ева теряет своего отца, которого, сбивает автомобиль. Неожиданная превратность судьбы заставляет её думать, что Даниэль был тем загадочным человеком, который был за рулем машины, которая сбила её отца. Опустошенная потерей, она клянется мстить за его смерть. К тому же Леонардо будет делать все, что бы отдалить Еву от Даниэля. Ева падает в его ловушку, не зная, что он является истинным убийцей её отца. Тем временем, Даниэль не понимает, почему Ева его ненавидит и, думая, что она только играла с его чувствами, он принимает решение жениться на Виктории. После серии неожиданных событий, Ева получает в наследство рекламное агентство, где работает Даниэль, и возвращается в его жизнь как его начальница.

## В ролях
- Бланка Сото — Ева Гонсалес
- Гай Эккер — Даниэль Вильянуэва
- Хулиан Хиль — Леонардо Арисменди
- Ванеса Вильела — Виктория Арисменди
- Сусана Досамантес — Марсела Арисменди
- Лупита Феррер — Хуста Вальдес
- Гарри Гейтнер — Франсиско Конти
- Габриэла Борхес — Лаурита Вильянуэва
- Хорхе Лават — Хулио Арисменди
- Ана Сильветти — Рената Куэрво
- Франклин Виргес — Гойо
- Соня Ноэми Гонсалес — Матильда Гонсалес
- Рауль Ксикес — Рикардо Гусман
- София Стаматиадес — Алисия Гонсалес
- Франсес Ондивьела — Дебора Гонсалес
- Эдуардо Ибаррола — Исмаэль Гонсалес
- Карлос Ферро — Карлос Мальдонадо
- Хосе Гильермо Кортинес — Бруно Ломбарли
- Алехандро Чабан — Тони Сантана
- Хорхе Консехо — Хосе Ласано
- Ана Каролина Да Фонсека — Виолета
- Приссила Пералес — Лилиана Солис
- Дженни Ривера — играет саму себя

## Съёмочная группа
- Режиссёры — Мария Эухения Перера Тито Рохас Адриана Барраса
- Продюсеры — Дульсе Теран Карлос Сотомайор Питер Тиноко
- Сценаристы — Алекс Хадад Леонардо Падрон
- Операторы — Густаво Брум Эдуардо Давила
- Художники — Рауль де ла Нуэс Oilda Pages Грисель Торрес